# Internationaal Literatuurfestival Berlijn

Logo van het Internationaal Literatuurfestival Berlijn

Het Internationaal Literatuurfestival Berlijn (Internationales Literaturfestival Berlin, afgekort ILB, of zoals het literatuurfestival zelf schrijft: internationales literaturfestival berlin (ilb)) is een jaarlijks evenement in het vroege najaar in Berlijn. 
Het festival werd in 2001 voor het eerst georganiseerd door Ulrich Schreiber, die tot op heden festivaldirecteur is. Het doel is om hedendaagse ontwikkelingen in proza en poëzie uit de gehele wereld te tonen. Het festivalprogramma heeft elk jaar een wisselend thema, en er zijn subprogramma's voor onder meer wereldliteratuur, kinder- en jeugdliteratuur, 'Reflections', computerspellen en literatuur. De naar Peter Weiss genoemde stichting is hoofdsponsor van het ILB.
Alle auteurs lezen hun teksten in de originele versie en een acteur leest vervolgens de Duitse vertaling. Presentatoren en vertalers zorgen dat een levendige discussie tussen de auteurs en het publiek mogelijk is.

## Jaarlijkse publicaties
- Die Berliner Anthologie: Alle auteurs die deelnemen aan de subsectie 'Wereldliteratuur' kiezen samen 99 gedichten die worden gepubliceerd in de originele taal en vertaald in het Duits.
- Der Katalog: een overzicht van alle deelnemende auteurs met een korte biografie, bibliografie en foto's
- Scritture Giovani: Elk jaar publiceert het ILB vijf korte verhalen die speciaal voor de ILB Scritture Giovani met een specifiek thema worden geschreven in de talen van de vijf deelnemende landen (Verenigd Koninkrijk, Italië, Noorwegen, Duitsland en een gastland).